# Nupserha

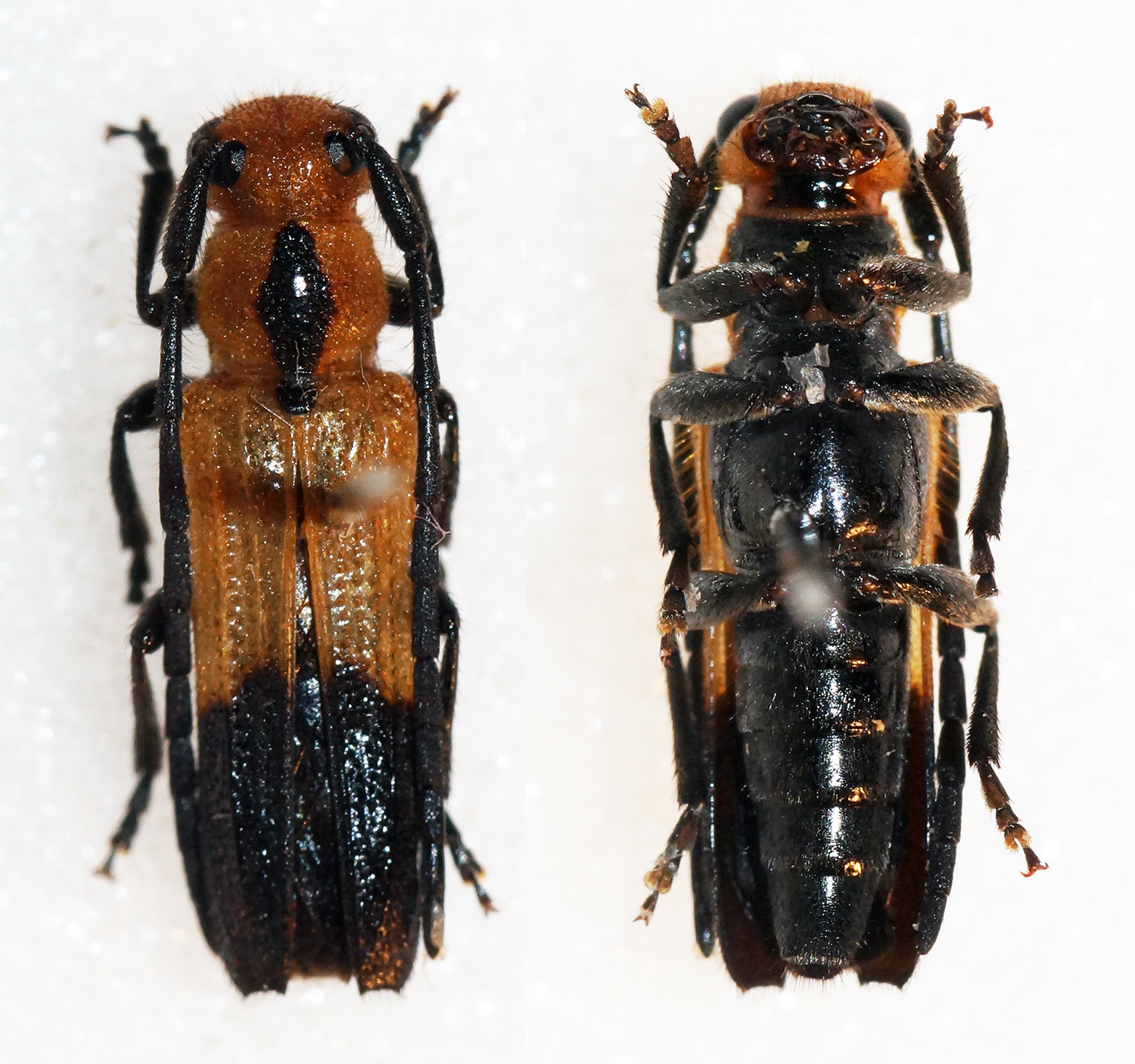
Nupserha nyassensis

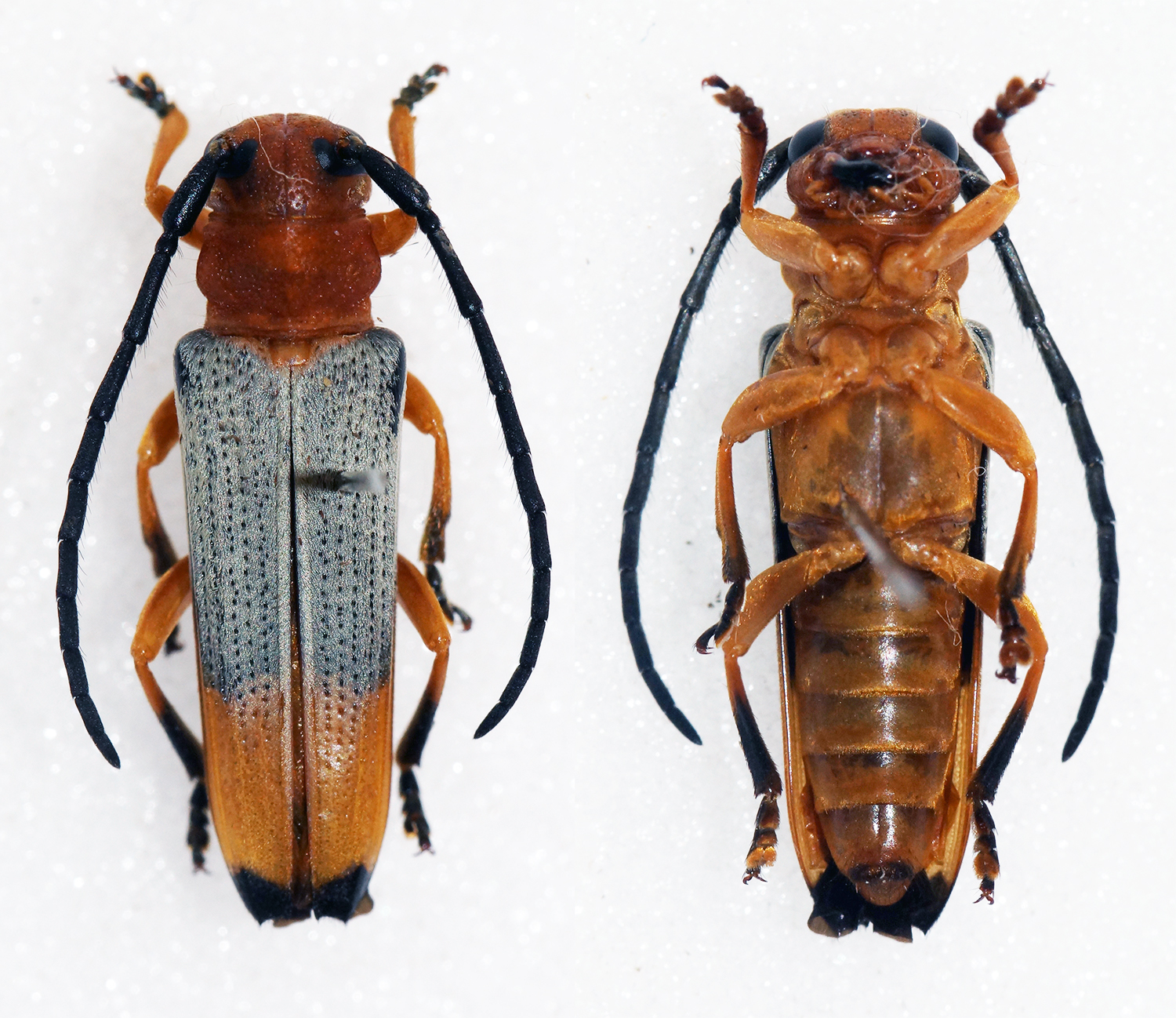
samica Nupserha variabilis

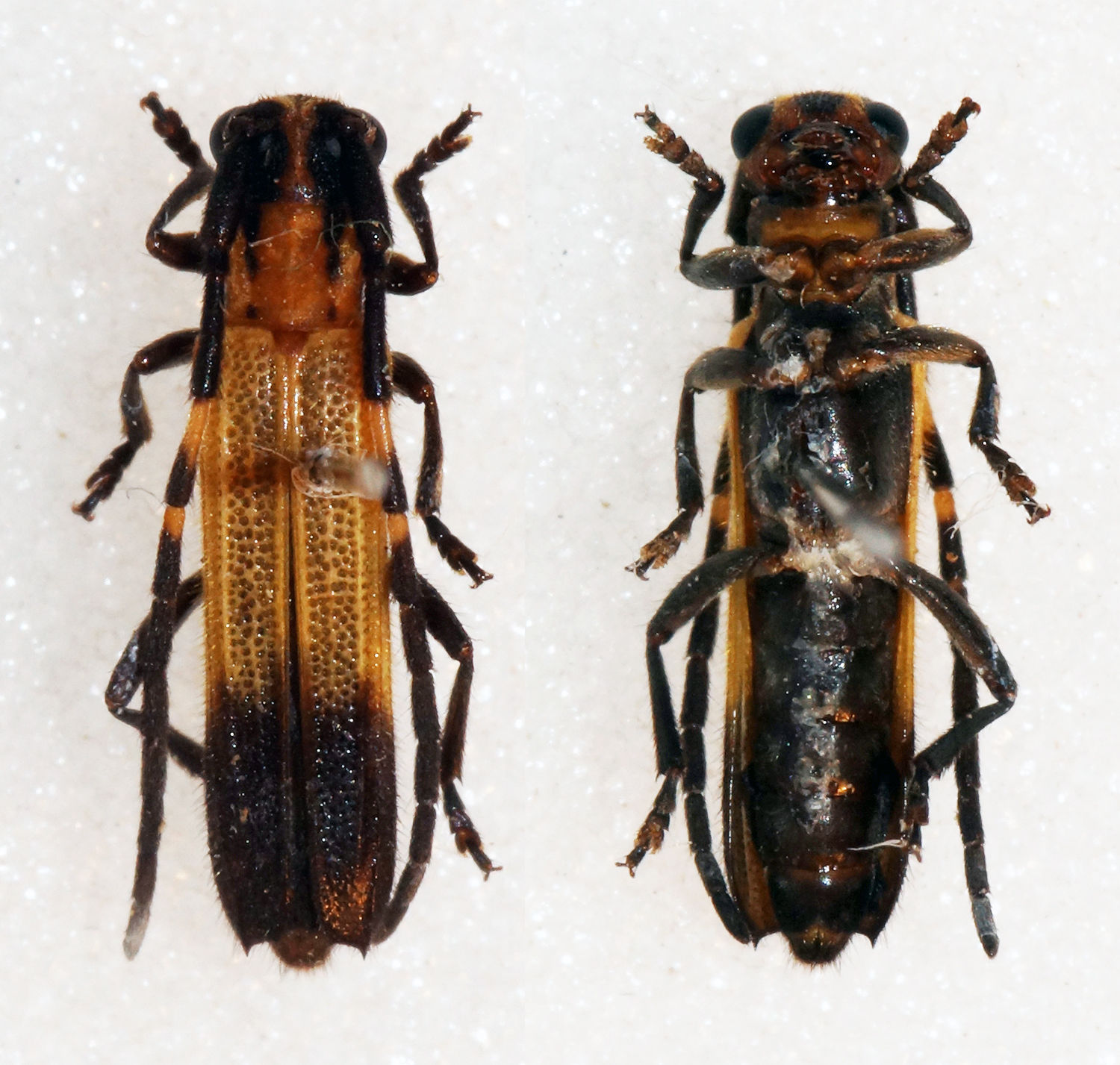
Nupserha vitticollis

Nupserha – rodzaj chrząszczy z rodziny kózkowatych i podrodziny zgrzypikowych.

## Zasięg występowania
Przedstawiciele tego rodzaju występują w Afryce Subsaharyjskiej, Azji Południowej, Południowo-Wschodniej i Wschodniej oraz na Seszelach i Nowej Gwinei.

## Systematyka
Do Nupserha należy 140 gatunków:

- Nupserha acuta
- Nupserha alexandrovi
- Nupserha ambigua
- Nupserha andamanica
- Nupserha annamana
- Nupserha annulata
- Nupserha antennalis
- Nupserha antennata
- Nupserha antinorii
- Nupserha apicata
- Nupserha assamana
- Nupserha aterrima
- Nupserha atriceps
- Nupserha aurodiscalis
- Nupserha basalis
- Nupserha basipilosa
- Nupserha bicolor
- Nupserha bicoloripennis
- Nupserha bidentata
- Nupserha bipunctata
- Nupserha bivittata
- Nupserha brachytrita
- Nupserha brevior
- Nupserha carinicollis
- Nupserha cauta
- Nupserha cerrutii
- Nupserha ceylonica
- Nupserha clypealis
- Nupserha conradti
- Nupserha convergens
- Nupserha deusta
- Nupserha dubia
- Nupserha elongata
- Nupserha elongatissima
- Nupserha endrodeyi
- Nupserha fasciata
- Nupserha flavipes
- Nupserha flavitarsis
- Nupserha flavoapicalis
- Nupserha flavonotum
- Nupserha fricator
- Nupserha fumata
- Nupserha fuscoapicalis
- Nupserha fuscodorsalis
- Nupserha gahani
- Nupserha gestroi
- Nupserha gracilis
- Nupserha grisea
- Nupserha haddeni
- Nupserha hintzi
- Nupserha homeyeri
- Nupserha infantula
- Nupserha infuscata
- Nupserha insignis
- Nupserha kenyensis
- Nupserha larifuga
- Nupserha latevitticollis
- Nupserha laticollis
- Nupserha lenita
- Nupserha leroyi
- Nupserha longipennis
- Nupserha madurensis
- Nupserha malabarensis
- Nupserha malaisei
- Nupserha marginella
- Nupserha mashona
- Nupserha melanoscelis
- Nupserha minor
- Nupserha monticola
- Nupserha mozambica
- Nupserha multimaculata
- Nupserha nigerrima
- Nupserha nigriceps
- Nupserha nigricollis
- Nupserha nigricornis
- Nupserha nigrohumeralis
- Nupserha nigrolateralis
- Nupserha nigrovittipennis
- Nupserha nitidior
- Nupserha nyanzana
- Nupserha nyassensis
- Nupserha ornaticollis
- Nupserha oxyura
- Nupserha pallidipennis
- Nupserha parakenyensis
- Nupserha pararufipennis
- Nupserha perforata
- Nupserha perusta
- Nupserha producta
- Nupserha pseudinfantula
- Nupserha pseudoflavinotum
- Nupserha pseudonigriceps
- Nupserha punctata
- Nupserha puncticollis
- Nupserha punctigera
- Nupserha quadricostata
- Nupserha quadrimaculata
- Nupserha quadrioculata
- Nupserha rhodesica
- Nupserha rothkirchi
- Nupserha rotundicollis
- Nupserha ruficolor
- Nupserha rufipennis
- Nupserha rufobasipennis
- Nupserha rufonotaticeps
- Nupserha rufulipennis
- Nupserha schmidi
- Nupserha sericans
- Nupserha sericea
- Nupserha sexpunctata
- Nupserha seychellarum
- Nupserha similis
- Nupserha somalica
- Nupserha spinifera
- Nupserha strigicollis
- Nupserha subabbreviata
- Nupserha subkenyensis
- Nupserha sublenita
- Nupserha subpuncticollis
- Nupserha subternigra
- Nupserha szetschuanica
- Nupserha taliana
- Nupserha tanganjicae
- Nupserha tatsienlui
- Nupserha tessmanni
- Nupserha testaceipes
- Nupserha thibetana
- Nupserha tricolor
- Nupserha trivitticollis
- Nupserha ugandensis
- Nupserha univitticollis
- Nupserha ustulata
- Nupserha vanrooni
- Nupserha variabilis
- Nupserha variicornis
- Nupserha ventralis
- Nupserha vexator
- Nupserha vitticollis
- Nupserha yunnana
- Nupserha yunnanensis